# カニエ・ナハ
カニエ・ナハ（1980年 - ）は、日本の詩人。

## 略歴
神奈川県出身。早稲田大学中退。2007年秋頃より詩作を開始し、2008年より「現代詩手帖」「ユリイカ」へ投稿をはじめる。2010年、「ユリイカの新人」（伊藤比呂美選）に選ばれる。2014年、詩集『オーケストラ・リハーサル』で第19回中原中也賞最終候補、2015年には詩集『MU』で第20回中原中也賞最終候補に選ばれ、2016年に詩集『用意された食卓』で第4回エルスール財団新人賞（現代詩部門）、第21回中原中也賞受賞。2016年、現代詩手帖の詩誌月評を担当。ブックデザイナーとして詩集の装幀も手がけている。

## 著書
- 詩集『オーケストラ・リハーサル』（2013・私家版）
- 詩集『MU』（2014・私家版）
- 詩集『用意された食卓』（2015・私家版、2016・青土社）
- 詩集『馬引く男』（2016・私家版）
- 電子書籍詩集『TiP!の真剣交換日記』(2015・マイナビ)※山田亮太、橘上との共著

個目

## 装幀
- 暁方ミセイ『ウイルスちゃん』（2011年、思潮社）
- 暁方ミセイ『ブルーサンダー』（2014年、思潮社）